# 兆豐金融控股
兆豐金融控股（簡稱兆豐金控、兆豐金），是臺灣一家具有官方背景的金融控股公司。2002年成立之初為交通銀行成立的交銀金融控股公司，旗下有交通銀行、中興票券、倍利綜合證券、國際綜合證券等4家子公司；2002年底將中國國際商業銀行與中國產物保險納入後更為現名。交通銀行與中國國際商業銀行合併後成立的兆豐國際商業銀行為旗下的旗艦企業。
兆豐金控合計在臺灣國內有146個營業據點，海外有二十餘個據點。

## 歷史沿革

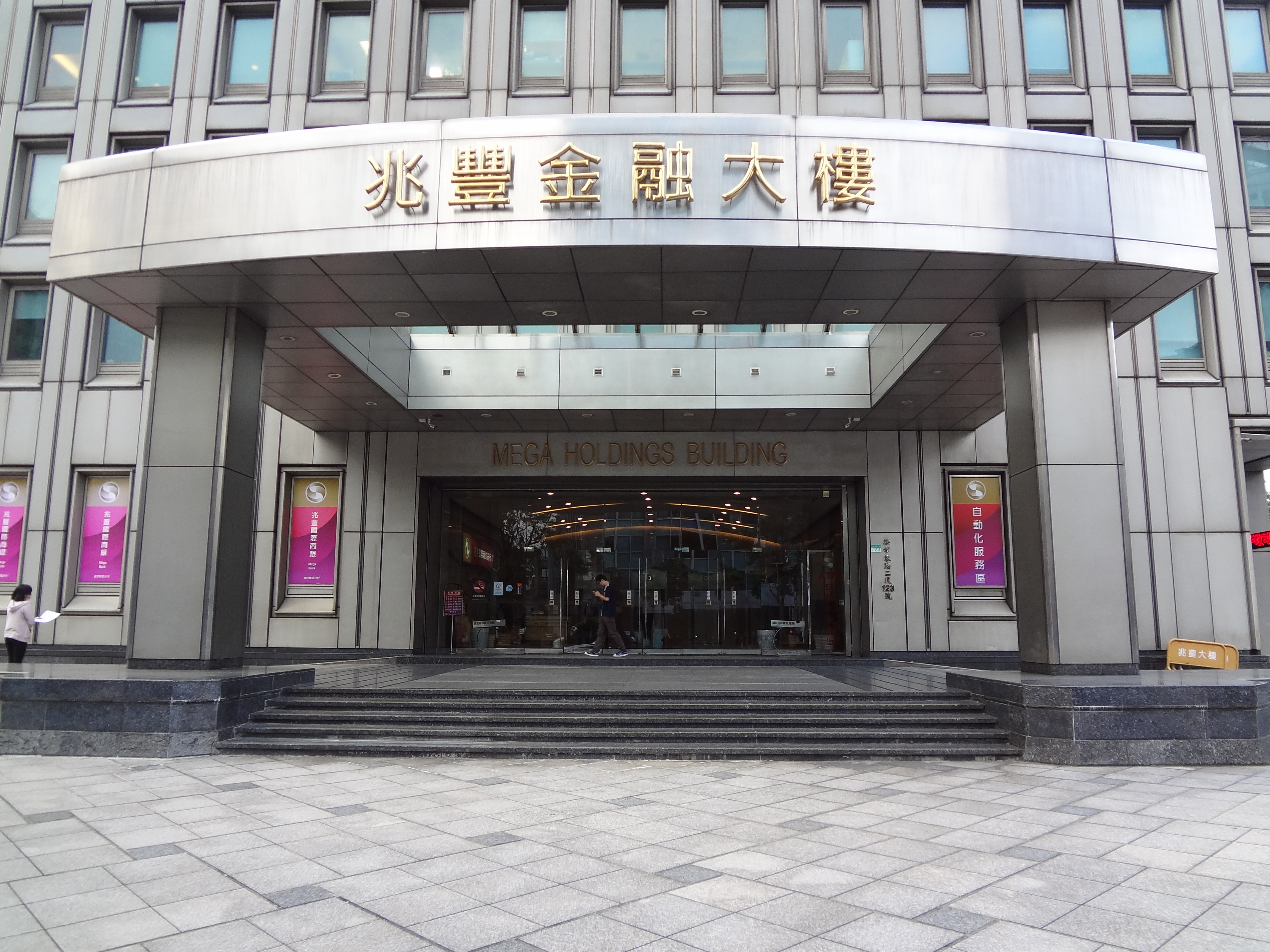
兆豐金融大樓大門

- 2002年2月4日：中華民國交通銀行與國際綜合證券合組「交銀金融控股股份有限公司」，股票於同日取代交銀掛牌上市。主要業務是證券。8月22日：「交銀金融控股股份有限公司」納入中興票券(2814-TW)與倍利國際證券，金融版圖新增票券業[3]。12月31日：「交銀金融控股股份有限公司」納入中國國際商業銀行及中國產物保險（後更名為兆豐產物保險），並更名為兆豐金融控股公司，在臺證所的股票代號為2886，而中國國際商業銀行股票下市，兆豐金控成立，其金融版圖新增兆豐銀行及產險。
- 2003年5月29日：兆豐金控納入中央國際證券投資信託公司，金融版圖伸入投信業，並於同年7月更名為兆豐國際證券投資信託公司。12月5日：兆豐金控投資設立兆豐資產管理公司。
- 2004年間，因總統陳水扁推動二次金改時，積極鼓勵金融機構合併，當時中信金控預備入股兆豐金控。在辜仲諒的指示下，張明田等三人經由子公司紅火公司，贖回公司債，操縱兆豐金控股價，從中獲利新台幣十億元，是為紅火案。
- 2005年9月23日：兆豐金控將子公司中國商銀之子公司中銀保險代理人公司提升為金控之子公司，並於同年10月更名為兆豐人身保險代理人公司，跨足壽險業。12月13日：兆豐金控投資設立兆豐交銀創業投資公司。
- 2006年7月6日：中國產險被更名「兆豐產物保險股份有限公司」，英文名稱維持「Chung Kuo Insurance Company, Limited」。8月21日：兆豐金控子公司交通銀行與中國國際商業銀行正式合併，並更名為「兆豐國際商業銀行股份有限公司」。並納入國際投信為兆豐金控子公司。
- 2007年9月17日：兆豐金控子公司兆豐國際投信及國際投信合併，合併後名稱為兆豐國際證券投資信託股份有限公司。
- 2009年4月7日：兆豐金控子公司兆豐交銀創業投資公司更名為兆豐創業投資公司。
- 2016年8月20日：旗下的兆豐銀行紐約分行涉及違反美國銀行保密及洗錢防制法（BSA/AML），遭到美方重罰1.8億美元[4]，行政院立即成立相關小組追究責任[5]，金管會接著於9月14日重罰一千萬新台幣，並解除六位董事職務，且暫停該行申設海外分支機構，直到缺失改善為止[6]。10月初，檢調質疑尹衍樑轉投資的鑒機資產管理機構涉以不實文件向兆豐銀行超額借貸，前任董事長蔡友才涉有重嫌，並因此收押禁見[7]，時任金管會主委丁克華因兆豐案下台[8]

## 旗下公司列表
- 兆豐國際商業銀行
- 兆豐票券
- 兆豐證券
- 兆豐期貨
- 兆豐國際證券投資信託
- 兆豐產物保險
- 兆豐資產管理
- 兆豐創業投資

## 外部連結
- 兆豐金融控股股份有限公司 （页面存档备份，存于）（繁體中文）